# Lasionycta coloradensis
Lasionycta coloradensis es una especie de mariposa nocturna de la familia Noctuidae. Vive en las Montañas Rocosas desde la frontera de Montana y Wyoming hasta Nuevo México.